# R136a2

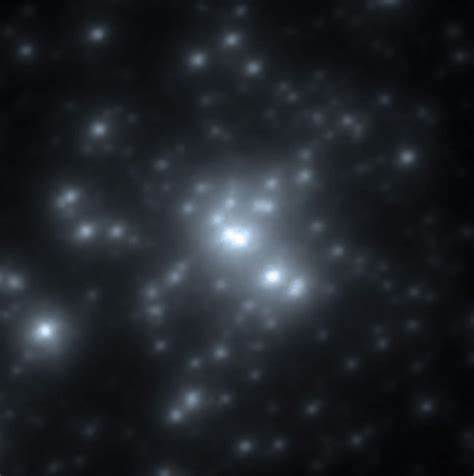
De sterrenhoop R136. De twee sterren in het midden zijn R136a1 en R136a2, R136a2 is de minder heldere.

R136a2, officieel RMC 136a2, is een extreem zware en lichtsterke Wolf-Rayetster in het centrum van R136, een centrale verzameling van sterren in NGC 2070 in de Tarantulanevel, een enorm stervormingsgebied in de Grote Magelhaense Wolk. De ster heeft een massa van 151 M☉ en een lichtkracht van 3,500,000 L☉, waarmee de ster een van de zwaarste en meest lichtsterke sterren in het universum is.
1. ↑  R136a2. Geraadpleegd op 18 juni 2021.